# Chillaa
Chillaa è il secondo album di studio del cantante finlandese Robin, pubblicato il 5 ottobre 2012.

## Descrizione
L'album contiene dieci tracce, dalle quali il 12 settembre 2012 è stato estratto il primo singolo Puuttuva palanen che prevede la partecipazione del rapper Brädi. Il 9 novembre è stato pubblicato il secondo singolo dell'album, Luupilla mun korvissa mentre il terzo singolo, Haluun sun palaavan venne pubblicato il 1º marzo 2013.
L'album è entrato alla 41ª settimana del 2012 nella classifica degli album più venduti, raggiungendo la prima posizione.
L'album è disco di platino in Finlandia.

## Tracce
1. Chillaillaan
2. Puuttuva palanen (feat. Brädi)
3. Luupilla mun korvissa
4. Biologiaa
5. Biisi ystäville
6. Kaunis luonnostaan
7. Paniikkiin
8. Häröilemään
9. Sisko
10. Haluun sun palaavan

### Deluxe edition
1. Puuttuva palanen – versione acustica
2. Luupilla mun korvissa – versione acustica
3. Puuttuva palanen – Wildzide remix
4. Chillaillaan – Sillyhatz remix
5. Loopilla mun korvissa – DJ Dosse Epic Slowjam FM remix

Special bonus
1. Kun nuoruus päättyy (feat. The Rasmus)

## Classifica
| Classifica | Massima posizione |
| ---------- | ----------------- |
| Finlandia  | 1                 |